# Суво рудиште (локалитет)
Суво рудиште, површине 31,63ha, локалитет је у режиму заштите I степена на Копаонику. Налази се на североисточним падинама Сувог рудишта, од Панчићевог врха према изворишном краку Брзећке реке, у појасу 1.650—2.017 м.н.в.
До висине од 1.800 м.н.в. развијена је типична вегетације субалпских смрчевих шума (Piceetum abietis subalpnum). На изложеним гребенима од 1.750 м.н.в., доминира жбунаста субалпска вегетација представљена заједница ниске клеке, боровнице и субалпске смрче (Piceo subalpinae-Vaccinio-Juniperetum sibiricae, Vaccinio-Juniperetum и Vaccinietum myrtilli). Жбунаста заједница Piceo subalpinae-Vaccinio-Juniperetum је климарегионална заједница за појас 1.800—1.950 м.н.в., док је у појасу 1.650—1.800 м.н.в. климарегионална шума субалпске смрче. 
На локалитету су геоморфолошки споменик природе (Цирк крчмар), хидролошки споменик природе (део водотока Дубоке), станишта значајних инсеката и заштићени гребен развођа Копаоника (део периферног гребена). Висока пирамида је у непосредној близини некадашњег површинског копа рудника гвожђа.